# Sergueï Rozanov (militaire)

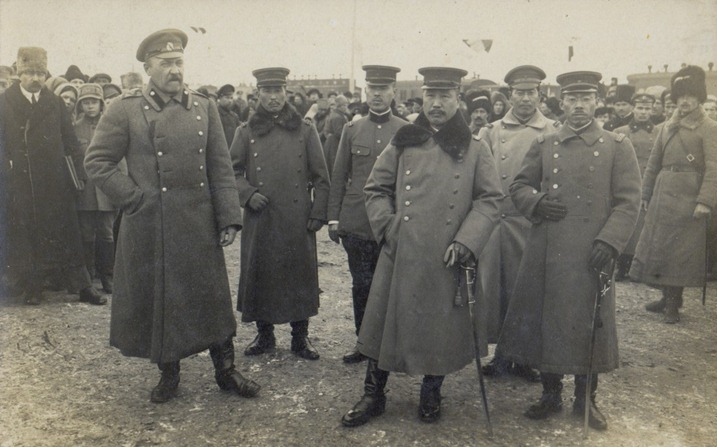
Le lieutenant-général Sergueï Rozanov avec l'armée japonaise

Sergueï Nikolaïevitch Rozanov, né le 24 septembre 1869 à Moscou et mort le 28 août 1937 à Meudon, était un lieutenant général, leader du mouvement blanc,.

## Biographie
Formé au 3e corps de cadets de Moscou et à l'école d'artillerie Mikhaïlovski. Libéré à la 3e brigade d'artillerie de réserve. Plus tard, il sert dans la 1re brigade d'artillerie de grenadiers. Sous-lieutenant (ancienneté le 10 août 1889). Lieutenant (ancienneté le 7 août 1891). Capitaine d'état-major (ancienneté au 28 juillet 1896). En 1897, il est diplômé de l'École militaire d'état-major Nicolas dans la première catégorie.
À partir du 6 mai 1898, il est officier en chef pour des missions au quartier général du district militaire de Kiev. Il servit le commandement du recensement de la compagnie au sein du 132e régiment d'infanterie de Bendery (25 octobre 1900 – 25 octobre 1901). À partir du 25 octobre 1901 – Officier d'état-major pour des missions au quartier général du district militaire de Kiev. À partir du 2 septembre 1903 – Chef d'état-major. Il est un participant à la guerre russo-japonaise : à partir du 12 octobre 1904, adjudant principal du quartier-maître général de la 2e armée de Mandchourie. À partir du 1er mai 1906 – commis à la Direction principale de l'état-major. Le 14 juillet 1910, il est nommé commandant du 178th régiment d'infanterie Wenden.

### Première Guerre mondiale
Il est engagé dans la première Guerre mondiale avec le régiment. En septembre 1914, il est mis à la tête de la 2e brigade de la 45e division d'infanterie. À partir du 19 janvier 1915, il est chef d'état-major du 3e corps d'armée du Caucase (commandant du corps Vladimir Irmanov), et major général à partir de 1916. En 1917, la carrière de Rozanov fait un grand pas en avant : le 18 février, il devient commandant de la 162e division d'infanterie et le 25 août, du 41e corps d'armée. Pendant la révolte de Kornilov, Rozanov a prouvé sa loyauté envers le gouvernement provisoire et, le 2 septembre, le commissaire de la 7e armée a même demandé à Petrograd de nommer Rozanov comme commandant de l'armée à la place du général compromis Vladimir Selivatchev.

### Guerre civile russe
En 1918, pendant la guerre civile russe, il entre au service de l'armée rouge, est nommé à la direction de l'état-major général panrusse, mais en septembre 1918, dans la région de la Volga, il passe du côté du gouvernement antibolchevique de Samara. Du 25 septembre au 18 novembre 1918, il est chef d'état-major par intérim du commandant en chef suprême de toutes les forces armées du Comité des membres de l'Assemblée constituante (direction d'Oufa), le général Boldyrev.

#### En Sibérie
En novembre 1918, il est à Omsk. Il était partisan d'une dictature militaire, mais parmi les candidats disponibles pour le rôle de dictateur, il préférait le général Boldyrev. Après l'arrivée au pouvoir de l'amiral Alexandre Kolchak, il a été licencié pour cause de maladie. Le 22 décembre 1918, il est enrôlé dans la réserve des grades au quartier général du district militaire d'Omsk. Le 13 mars 1919, il arrive à la disposition du commandant du district militaire d'Irkoutsk. Le 31 mars, il a été nommé gouverneur général du gouvernement d'Ienisseï et commissaire spécial pour la protection de l'ordre public et de la paix publique dans le gouvernorat d'Ienisseï. Vaincu les principaux centres du mouvement partisan en Sibérie orientale. C'est sous son commandement, Rozanov a donné l'ordre de réprimer brutalement la résistance.
« Les villages dont la population rencontre les troupes avec des armes, brûlent les villages et tirent sur les hommes adultes sans exception. Si des otages sont pris en cas de résistance aux troupes gouvernementales, tirez sur les otages sans pitié. »
Du 18 juillet 1919 au 31 janvier 1920, il est chef de la région de l'Amour. Le 26 septembre, à Vladivostok, Rozanov a reçu une demande du comité intersyndical des représentants militaires de retirer les troupes russes de Vladivostok, accompagnée de la menace de recourir à la force militaire. Rozanov a demandé Omsk par télégraphe et a reçu l'ordre de Koltchak de laisser les troupes à Vladivostok, ce qu'il a fait. Rozanov a légalisé l'administration ataman, nommant Semionov et Kalmykov commissaires à la protection de l'ordre public avec les droits de gouverneurs généraux.
En octobre 1919, Rozanov informa Koltchak de la montée des sentiments d'opposition à l'égard du gouvernement d'Omsk dans la régiondu Primorié  et du soulèvement imminent contre le gouvernement dirigé par Gajda. Les 17 et 18 novembre 1919, alors que le soulèvement de Gajda et de ses partisans (socialistes-révolutionnaires et Tchèques) eut lieu à Vladivostok, Rozanov se retirait de réprimer le soulèvement et, contrairement aux ordres de Koltchak, libérait le rebelle Gajda de la ville. Lors du coup d’État anti-Koltchak à Irkoutsk, le manifeste du Centre politique a déclaré Rozanov ennemi du peuple. Après le soulèvement de Vladivostok le 31 janvier 1920, il part pour le Japon. Plus tard, il vécut à Pékin puis en France. Il meurt à Meudon en 1937.

## Distinctions
- Ordre de Saint Stanislas, 3e classe (1901) ;
- Ordre de Saint Stanislas, 2e classe avec épées (1906) ;
- Ordre de Saint Vladimir, 4e classe avec épées et arc (1906) ;
- Ordre de Sainte-Anne, 2e classe avec épées (1907) ;
- Ordre de Saint-Vladimir, 3e classe (1908) ;
- Ordre de Saint-Georges, 4e classe (Ordre le plus élevé du 3 février 1915) – pour la bataille des 25 et 26 août 1914, près du village de Bystrzyce[4] ;
- L'Arme de George (Ordre le plus élevé le 5 mai 1915) ;
- Ordre de Saint Stanislas, 1re classe avec épées (Ordre le plus élevé du 22 octobre 1915) ;
- Ordre de Sainte-Anne, 1re classe avec épées (19 avril 1916).

## Sources
- Zvyagin SP Général Sergueï Rozanov : Reconstruction de la biographie // De l'histoire de la guerre civile en Extrême-Orient (1918-1922) : Recueil d'articles scientifiques. Numéro 4 / Editeur Sergey Savchenko. Khabarovsk : Musée régional des traditions locales nommé d'après Nikolai Grodekov, 2004. Pages 203 à 216
- Constantin Zalesski. Qui était qui pendant la Première Guerre mondiale – Moscou : AST ; Astrel, 2003 – 896 Pages – 5 000 Exemplaires –  (ISBN 5-17-019670-9 et 5-271-06895-1)
- Archives d'État de la fédération de Russie. Fonds de manuscrits 200. Inventaire 1. Cas 118. Fiche 93